# Aurorazhdarchidae
Famille
Genres de rang inférieur
- †Aerodactylus Vidovic (d) & Martill (d), 2014genre-type et seul genre

Aurorazhdarchidae est une famille de ptérosaures ptérodactyloïdes du Jurassique supérieur. Selon Paleobiology Database en 2025, cette famille est monotypique, le seul genre connu étant le genre type Aerodactylus.

## Historique
La famille des Aurorazhdarchidae est décrite en 2014 par les paléontologues britanniques S. U. Vidovic (d) & David Michael Martill (d),, en même temps que le genre Aerodactylus,.

## Fossiles
Selon Paleobiology Database en 2025, cette famille des Aurorazhdarchidae n'a pas de collections référencées de fossiles.

### Publication originale
- [2014] (en) Vidovic et Martill, « Pterodactylus scolopaciceps Meyer, 1860 (Pterosauria, Pterodactyloidea) from the Upper Jurassic of Bavaria, Germany: the problem of cryptic pterosaur taxa in early ontogeny », PLoS One, vol. 9, no 10,‎ 2014, e110646 (DOI 10.1371/journal.pone.0110646).